# Delta Delta Delta
Delta Delta Delta (ΔΔΔ), kurz Tri Delta, ist eine internationale Sorority-Studentenverbindung, gegründet am 27. November 1888, dem Vorabend des Thanksgiving-Festes an der Boston University. Sie war mit 136 Chaptern in den USA und Kanada längere Zeit die größte weibliche Studentenverbindung der Welt. Mittlerweile ist sie von Chi Omega überholt worden.
Gründerinnen der ΔΔΔ sind Sarah Ida Shaw, Eleanor Dorcas Pond, Florence Isabelle Stewart und Isabel Morgan Breed. Mittlerweile sind mehr als 186.000 Studentinnen der Tri Delta zugeordnet. Neben der Gemeinschaft während des Studiums hat sich ΔΔΔ karitative Initiativen zur Aufgabe gemacht. So wird ein Kinderkrankenhaus und die Krebsforschung unterstützt.
Tri Delta ist Mitglied der National Panhellenic Conference.

## Berühmte Mitglieder
- Florence Eliza Allen (1876–1960), Mathematikerin, Hochschullehrerin und Frauenrechtlerin. 1907 promovierte sie als zweite Frau in Mathematik an der University of Wisconsin.
- Farrah Fawcett (1947–2009), Schauspielerin, studierte an der University of Texas at Austin in den 1960er Jahren
- Katie Couric (* 1957), Journalistin, studierte an der University of Virginia 1975–1979
- Pam Bondi (* 1965), frühere Attorney General von Florida und gegenwärtige Justizministerin der Vereinigten Staaten